# Bisdom Agboville
Het bisdom Agboville (Latijn: Dioecesis Agbovillensis) is een rooms-katholiek bisdom met als zetel Agboville in het zuidoosten van Ivoorkust. Het is een suffragaan bisdom van het aartsbisdom Abidjan.
Agboville werd in 2006 afgesplitst van het bisdom Yopougon.
In 2018 telde het aartsbisdom 44 parochies. Het heeft een oppervlakte van 11.811 km² en telde in 2018 1.118.000 inwoners waarvan 63,2% rooms-katholiek was. 

## Bisschoppen
- Alexis Touably Youlo (2006-)